# Стефан (Ластавица)
Епи́скоп Стефа́н (в миру Иов Ластавица, серб. Јов Ластавица; 14 сентября 1908, Дивош, Срем — 10 мая 1966, Кливленд, Огайо) — епископ Сербской православной церкви, епископ Восточноамериканский и Канадский, церковный композитор.

## Биография
Родился в семье священника, который много лет прослужил в Дивоше. Начальную школу окончил в родном селе, затем обучался в Семинарии Святого Саввы в Сремских Карловцах.
После окончания Духовной семинарии был сотрудником суда Белградско-Карловацкой архиепископии, а после диаконской хиротонии, состоявшейся 8 июня 1939 года — секретарём того же суда. Окончил Богословский факультет Белградского университета.
Как один из лучших знатоков сербского народного церковного пения, назначен учителем пения в Семинарии Святого Саввы в Белграде.
В 1951 году избран секретарём Священного Синода, но пробыл в этом качестве недолго.
19 августа 1955 года был рукоположён в сан пресвитера и возведён в чин протоиерея с назначением на приход в Триест.
В Триесте пробыл недолго из-за ситуации, которая на тот момент сложилась в этой церковно-школьной общине, и отправился на приход в Виндзор, Канада, где он и прослужил до своего избрания епископом.
11 мая 1963 года решением Архиерейского Собора назначен епископом новоучреждённой Восточноамериканской и Канадской епархии.
13 июля того года в Храме святого Илии в Аликвипи, штат Пенсильвания, состоялась его епископская хиротония, которую совершили епископ Браничевски Хризостом (Войнович) и епископ Банатский Виссарион (Костич). Стал первым сербским епископом, рукоположённым в США.
За несколько месяцев до его смерти штаб-квартира Восточно-Американской и Канадской епархии была перенесена из Клэртона (штат Пенсильвания) в Кливленд, штат Огайо.
Скончался 10 мая 1966 года в Кливленде. Похоронен на Свято-Ильинском сербском православном кладбище в Аликвипи.

## Музыкальная деятельность
Одарённый певец (драматический баритон), с личным стилем в богослужебном пении, чрезвычайно музыкальный, он начал заниматься мелографической работой и решил издать Осмогласник (1951). Работая над ним, он в предисловии написал:

Старао сам се да ускладим мелодиски нагласак са нагласком српског језика, али не по сваку цену, па и по цену да се изгуби карактер гласа. Стога има места у овом Осмогласнику где се за љубав језичког акцента није могла жртвовати утврђена мелодиска линија.
Праздничное пение в двух томах было издано Восточноамериканской и Канадской епархией в редакции профессора Воислава Илича (1969). В соответствии с записями епископа Стефана, профессор Илич гармонизовал для хора все три статьи, которые также издала Восточноамериканская и Канадская епархия.